# Slaves of Pride
Slaves of Pride è un film muto del 1920 scritto e diretto da George Terwilliger che ha come protagonista Alice Joyce.

## Trama

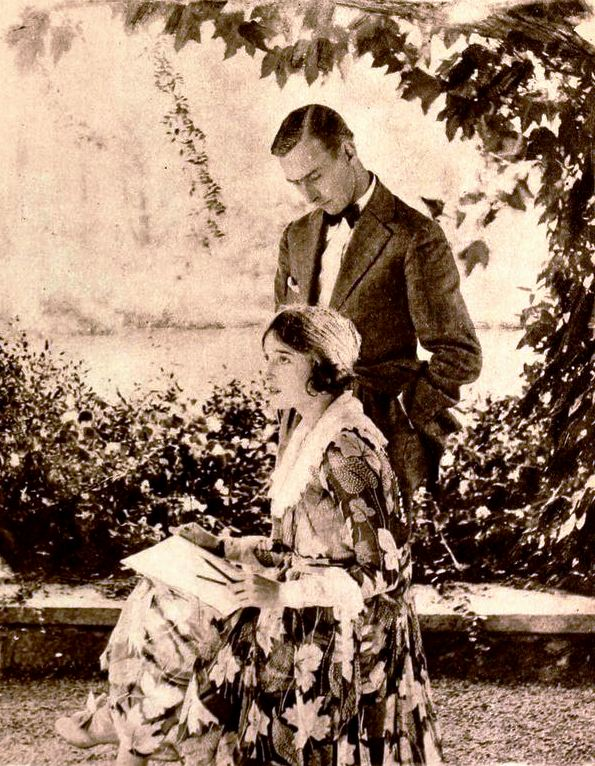
Alice Joyce e Percy Marmont

La signora Leeds riesce a combinare il matrimonio tra sua figlia Patricia e il milionario Brewster Howard. Patricia, per accontentare sua madre e per farla vivere negli agi i suoi ultimi anni, accetta serenamente di sposare Howard. Ma costui si rivela egocentrico e vanitoso. Piano piano il rapporto tra i due coniugi si incrina anche a causa del segretario di Howard, John Reynolds. Quest'ultimo odia il suo datore di lavoro e cerca di metterlo sempre sotto la peggior luce possibile agli occhi della moglie. A un certo punto, Reynolds tenta anche di abusare di Patricia, ma finisce per morire sotto un treno, mentre cerca di sfuggire a Howard, che lo insegue geloso.
Patricia, che era andata via da casa per il comportamento oltremodo sgradevole del marito nei suoi confronti, vi ritorna giusto in tempo per salvare Brewster che è sull'orlo del suicidio. Non solo per essere stato abbandonato dalla moglie ma anche perché Reynolds, mentre era suo segretario, lo aveva portato alla rovina. Il ritorno di Patricia riporta il sole nella sua vita.

## Produzione
Il film fu prodotto dalla Vitagraph Company of America. Venne girato con il titolo di lavorazione Pride.

## Distribuzione
Il copyright del film, richiesto dalla Vitagraph Co. of America, fu registrato il 4 gennaio 1920 con il numero LP14612.
Distribuito dalla Vitagraph Company of America, il film uscì nelle sale cinematografiche statunitensi il 19 gennaio 1920.
Gli Archives du Film di Bois d'Arcy in Francia hanno della pellicola un negativo in 35 mm con didascalie in inglese della lunghezza di 1169 metri.